# Syntomacris viridis
Syntomacris viridis är en insektsart som beskrevs av Marius Descamps och Christiane Amédégnato 1971. Syntomacris viridis ingår i släktet Syntomacris och familjen gräshoppor.

## Underarter
Arten delas in i följande underarter:
- S. v. viridis
- S. v. luteicornis
- S. v. nigricornis